# Panicum niihauense
Panicum niihauense là một loài thực vật có hoa trong họ Hòa thảo. Loài này được H.St.John mô tả khoa học đầu tiên năm 1931.

## Hình ảnh

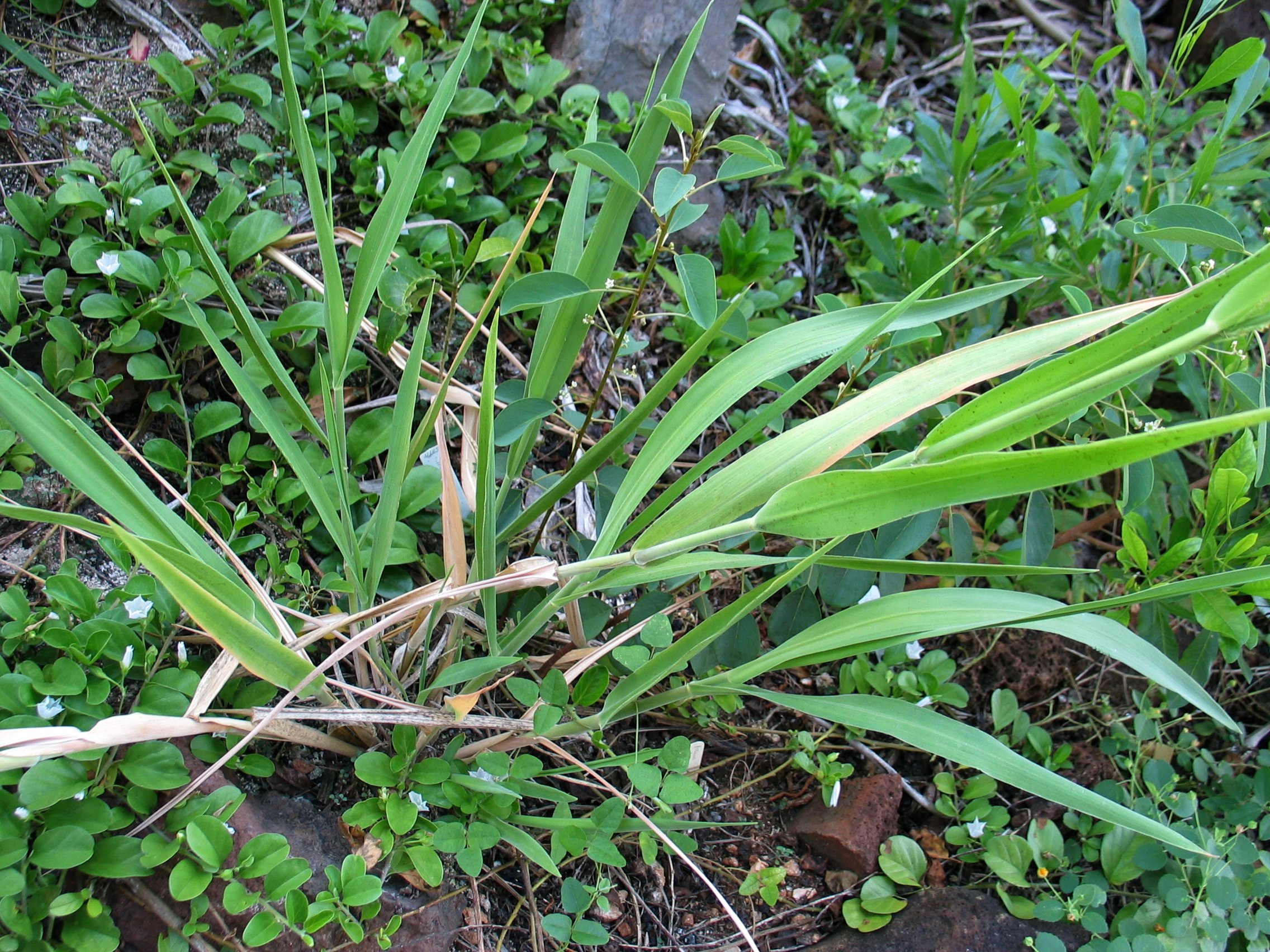
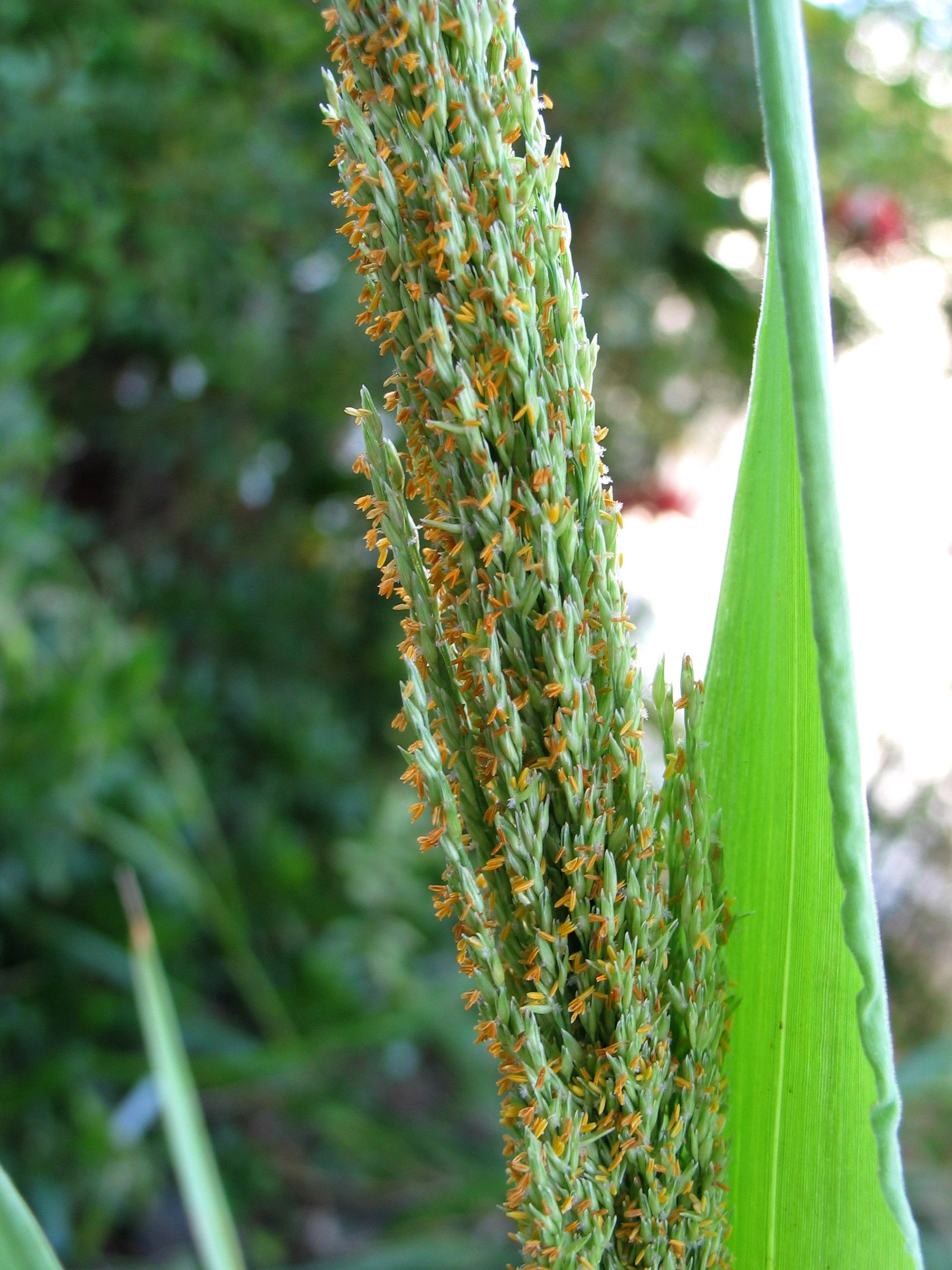